# Musk Foundation
1. REDIRECCIÓN Fundación Musk